# Fours (Nièvre)
Fours ist eine französische Gemeinde mit 602 Einwohnern (Stand: 1. Januar 2022) im Département Nièvre in der Region Bourgogne-Franche-Comté. Sie gehört zum Arrondissement Château-Chinon (Ville) und zum Kanton Luzy (bis 2015: Kanton Fours).

## Geographie
Fours liegt etwa 47 Kilometer ostsüdöstlich von Nevers. Der Fluss Alène begrenzt die Gemeinde im Norden. Umgeben wird Fours von den Nachbargemeinden Thaix im Norden, Rémilly im Osten, La Nocle-Maulaix im Süden und Südosten, Montambert im Süden und Südwesten sowie Cercy-la-Tour im Westen und Nordwesten.

## Bevölkerungsentwicklung
| Jahr                       | 1962 | 1968 | 1975 | 1982 | 1990 | 1999 | 2006 | 2013 |
| Einwohner                  | 859  | 843  | 779  | 779  | 734  | 780  | 761  | 685  |
| Quellen: Cassini und INSEE |      |      |      |      |      |      |      |      |

## Sehenswürdigkeiten
- Kirche Saint-Jean-Baptiste
- Markthalle